# Parvis Notre-Dame – place Jean-Paul-II
Parvis Notre-Dame – place Jean-Paul-II je náměstí v Paříži. Nachází se ve 4. obvodu před katedrálou Notre-Dame.

## Poloha
Náměstí se rozkládá na ostrově Cité na prostranství před katedrálou nazývaném francouzsky parvis. Je ohraničeno na severu nemocnicí Hôtel-Dieu, na východě katedrálou, na jihu nábřežím Promenade Maurice-Carême podél Seiny, kde se rozkládá Jardin de la Place-Jean-Paul-II, a na západě ulicí Rue de la Cité.

## Historie
Prostranství před katedrálou bylo uvolněno za Druhého císařství během přestavby Paříže vedené baronem Haussmannem. To znamenalo demolici hrázděných domů z 15. století, kostela Sainte-Geneviève-des-Ardent a původní nemocnice Hôtel-Dieu.
Před hlavním portálem katedrály se nacházela šibenice, kterou v roce 1767 nahradil pranýř odstraněný roku 1792. V roce 1924 byl do dlažby na náměstí instalován bronzový medailon, tzv. nultý bod, od kterého se měří vzdálenosti mezi Paříží a dalšími městy.
Dne 3. září 2006 bylo náměstí Place du Parvis-Notre-Dame přejmenováno na Parvis Notre-Dame – place Jean-Paul-II na počest papeže Jana Pavla II. Slavnostní akt proběhl za přítomnosti starosty Paříže Bertranda Delanoë, arcibiskupa André Vingt-Troise a apoštolského nuncia Fortunata Baldelliho. Tato změna názvu odsouhlasená městskou radou 13. června 2006 nebyla přijata jednomyslně a byla předmětem odporu opozice. Slavnostní otevření se konalo pod policejním dohledem ve vypjaté atmosféře a bylo poznamenáno asi padesáti zatčeními.

## Pamětihodnosti
- Katedrála Notre-Dame
- Crypte archéologique – archeologické muzeum pod náměstím
- Jezdecká socha Karla Velikého